# Champoux
Champoux je francouzská obec v departementu Doubs v regionu Burgundsko-Franche-Comté. Žije zde 90 obyvatel.

## Geografie

### Sousední obce
| Růžice kompasu | Venise   |                         |  | Růžice kompasu |
| Růžice kompasu | Sever    |                         |  | Růžice kompasu |
| Růžice kompasu | Champoux |                         |  | Růžice kompasu |
| Růžice kompasu | Jih      |                         |  | Růžice kompasu |
| Růžice kompasu |          | Marchaux-Chaudefontaine |  | Růžice kompasu |